# Алін Фіке
Алін Фіке (рум. Alin Fică, нар. 14 червня 2001, Каракал) — румунський футболіст, півзахисник клубу «ЧФР Клуж». Виступав також за клуби «Рапід» (Бухарест) та «Комуна Речія». Чемпіон Румунії, володар Кубка Румунії.

## Клубна кар'єра
Алін Фіке народився 2001 року в місті Каракал. Розпочав займатися футболом у юнацькій команді клубу «Каракал», пізніше займався в юнацьких командах клубів «Корабія», «Віїторул» (Клуж) та «ЧФР Клуж». У 2019 році Фіке перевели до головної команди клубу «ЧФР Клуж», проте до сновного складу футболіст не пробився, і з 2020 до 2021 року грав у оренді в клубах «Рапід» (Бухарест) і «Комуна Речія». У 2021 році Фіке повернувся до «ЧФР Клуж». У складі команди футболіст у сезоні 2021—2022 років став чемпіоном Румунії, а в сезоні 2024—2025 років став володарем Кубка Румунії.

## Виступи за збірну
2019 року дебютував у складі юнацької збірної Румунії, загалом на юнацькому рівні взяв участь у 2 іграх.

## Титули і досягнення
- Чемпіон Румунії (1):

«ЧФР Клуж»: 2021–2022
- Володар Кубка Румунії (1):

«ЧФР Клуж»: 2024–2025